# Russula subsect. Maculatinae
Russula subsect. Maculatinae ist eine Untersektion aus der Pilz-Gattung Russula (Täublinge), die innerhalb der Sektion Insidiosinae steht.

## Merkmale
Alle Arten der Untersektion schmecken scharf. Die Arten sind größer und festfleischiger als die im Schwestertaxon Cupreinae. 
Die Farben sind mehr oder weniger dominant rötlich (rot, orange, rosa) und nur selten karminrot oder weinrot. Lila, grüne oder braune Töne kommen nicht vor. Der Stiel kann manchmal rötlich überhaucht sein. Der Hutrand ist immer glatt, außer bei sehr alten Exemplaren. Das Hutfleisch neigt zum Bräunen oder verfärbt sich rostbraun.
Die Pileozystiden sind schwach septiert und immer ausgesackt. Auch die Hyphen-Endzellen sind gewöhnlich mehr oder weniger septiert oder sie haben verdickte Enden oder sind keulig, ohne Aussackungen oder Verzweigungen. Die Sporen sind meist gratig und mehr oder weniger netzig.
Die Typart ist Russula maculata, der Gefleckte Täubling.

### Systematik
Die Untersektion Maculatinae von Bon entspricht Romagnesis gleichnamiger Sektion, die bei ihm innerhalb der Untergattung Insidiosula steht. Das Schwestertaxon ist die Untersektion Urentinae, die Bons Cupreinae entspricht.
| Deutscher Artname                                                     | Wissenschaftlicher Artname | Autor                            |
| --------------------------------------------------------------------- | -------------------------- | -------------------------------- |
| Zedernholz-Täubling                                                   | Russula badia              | Quél. (1881)                     |
| Scharfer Honig-Täubling                                               | Russula veternosa          | Fr. (1838)                       |
| Purpurfleckiger Täubling                                              | Russula vinosopurpurea     | Jul. Schäff. (1938)              |
| Weicher Dotter-Täubling                                               | Russula intermedia         | P. Karst. (1888)                 |
| Weinroter Dotter-Täubling                                             | Russula decipiens          | (Singer) Kühner & Romagn. (1985) |
| Gefleckter Täubling                                                   | Russula maculata           | Quél. & Roze (1877)              |
| Rundsporiger Täubling*                                                | Russula globispora*        | (J. Blum) Bon (1986)             |
| Russula deceptiva*                                                    | Russula deceptiva*         | Romagn. (1967)                   |
| Silberwurz-Täubling*                                                  | Russula dryadicola*        | Fellner & Landa (1993)           |
| Russula pseudoemetica*                                                | Russula pseudoemetica*     | Secr. ex Singer (1926)           |
| Russula quercilicis*                                                  | Russula quercilicis*       | Sarnari (1991)                   |
| Russula roseobrunnea*                                                 | Russula roseobrunnea*      | J. Blum (1953)                   |
| Gelbblättriger Speitäubling                                           | Russula rutila             | Romagn. (1953)                   |
| Arten mit unsicherem Artrang sind mit einem Stern (*) gekennzeichnet. |                            |                                  |